# Paliga quadrigalis
Paliga quadrigalis là một loài bướm đêm trong họ Crambidae.